# Encinas (Segovia)
Encinas es un municipio y localidad española de la provincia de Segovia, en la comunidad autónoma de Castilla y León. El término municipal tiene una población de 40 habitantes (INE 2024).

## Geografía

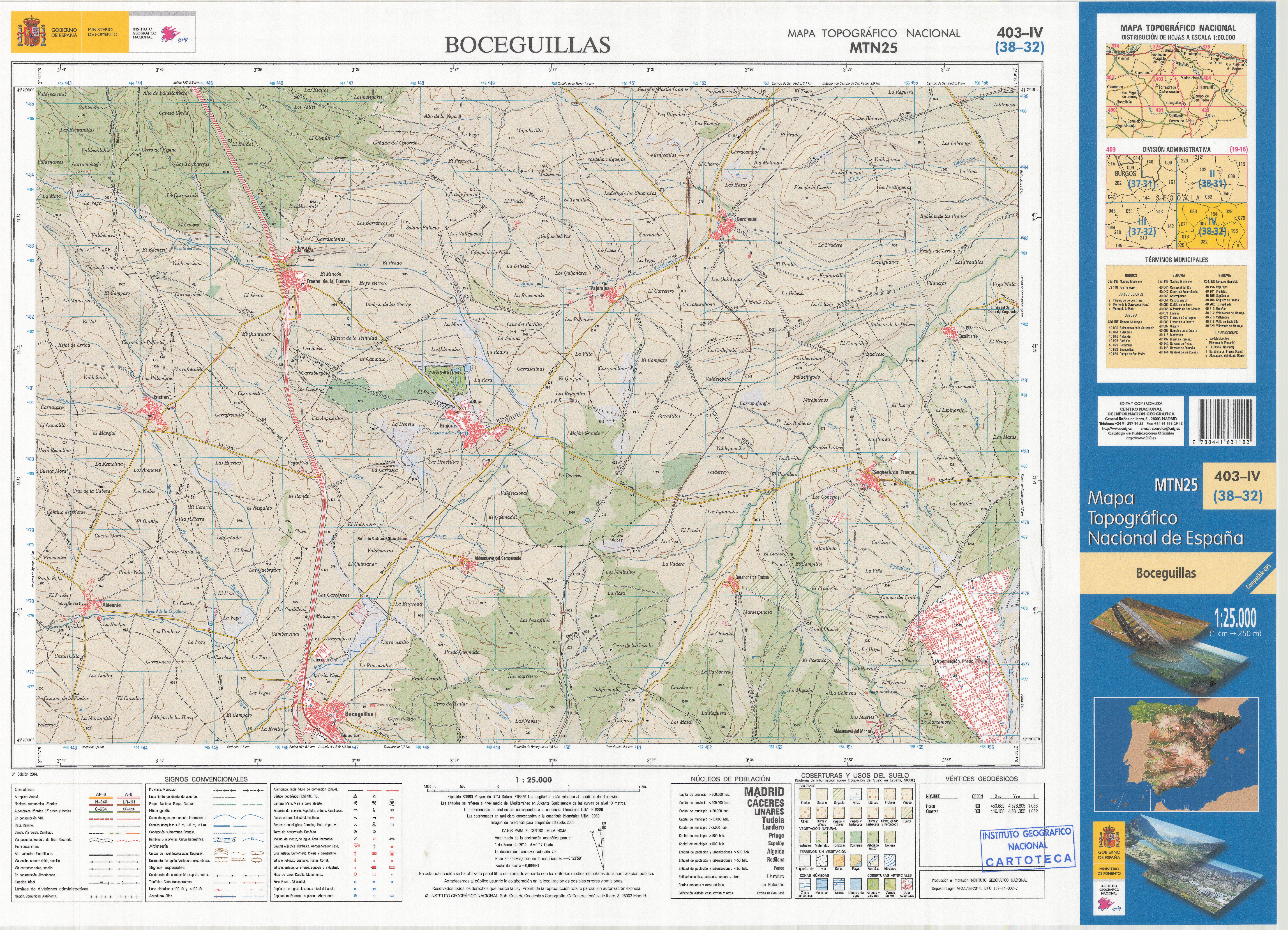
Fragmento de la hoja 403 del Mapa Topográfico Nacional de España de 2014 en el que se representa parte de Encinas

La localidad se encuentra al noreste de la provincia de Segovia, perteneciente a la comunidad autónoma de Castilla y León. Tiene una superficie de 17,61 km². Forma parte de la comarca de la Comunidad de Villa y Tierra de Sepúlveda, en concreto, del Ochavo de Bercimuel. 
| Noroeste: Navares de Enmedio | Norte: Carabias | Noreste: Fresno de la Fuente |
| Oeste: Navares de Ayuso      |                 | Este: Fresno de la Fuente    |
| Suroeste: Navares de Ayuso   | Sur: Aldeonte   | Sureste: Grajera             |

## Historia
El territorio es repoblado durante la reconquista por la Comunidad de Villa y Tierra de Sepúlveda, quedando encuadrado el pueblo dentro del Ochavo de Bercimuel.
A mediados del siglo XIX, la villa tenía contabilizada una población de 284 habitantes. Aparece descrita en el séptimo volumen del Diccionario geográfico-estadístico-histórico de España y sus posesiones de Ultramar de Pascual Madoz de la siguiente manera:

ENCINAS: l. con ayunt. de la prov. y dióc. de Segovia (11 leg.), part. jud. de Sepúlveda (2), aud. terr. y c. g. de Madrid (22). sit. en llano le combaten todos los vientos, y su clima algo frio es propenso á tercianas, cuartanas y pleuresias: tiene 74 casas muy bajas y de inferior construccion, sin que formen calles regulares, hay casa de ayunt. que sirve de cárcel, escuela de instruccion primaria comun á ambos sexos, á la que concurren 18 á 20 niños y 10 á 12 niñas que se hallan bajo la direccion de un maestro dotado con 20 fan. de trigo, varios pozos de abundantes y buenas aguas, de las que se utilizan los vec. para sus usos, y una igl. parr. (San Pedro Apóstol), servida por un párroco, cuyo curato es de 2.º ascenso y de provision real y ordinaria; por la parte del N. y del E. está cercada de unas cordilleras poco mas elevadas que el l.; al S. se halla una ermita (San Roque), y entre O. y S. una pequeña alameda regularmente poblada. Confina el térm. N. Carabías; E. Fresneda de la Fuente; S. Aldeonte, y O. Navares de Ayuso: estendiéndose 1 leg. de N. a S. y 1/2 de E. á O.: se encuentran en él 3 fuentes de buenas aguas llamadas del Val. de Valdellano y de la Huerta; la primera, que es la mas inmediata al pueblo, está cubierta de piedra de silleria á manera de bóveda, las demas se hallan en mal estado. El terreno en su mayor parte de buena calidad, se compone de una hermosa llanada con algunas pequeñas cordilleras: se cultivan como 1,200 obradas de 1.ª, 2.ª y 3.ª clase; hay un prado boyal del pueblo, y otro de siega de particulares: tiene un monte bastante grande, pero de leña que solo sirve para quemar. caminos: los que dirigen á los pueblos limítrofes, buenos por lo llano, pero en invierno intransitables por los muchos lodos que se hacen. El correo se recibe de la adm. de Sepúlveda por el primero que se presenta. prod.: trigo, cebada, centeno, garbanzos, algarrobas, titos, yeros y muelas; su mayor cosecha trigo; mantiene ganado lanar, vacuno, mular y asnal, y cria alguna caza de liebres, conejos y perdices. ind. y comercio: la agrícola e importacion de los art. de que carece el l. pobl.: 78 1/2 vec.,  284 alm. cap. imp.: 64,928 rs. contr.: 8,000 rs.
(Madoz, 1847, p. 477)

## Demografía
Cuenta con una población de 40 habitantes (INE 2024).
| Gráfica de evolución demográfica de Encinas entre 1828 y 2021 |
| |
| Población según el Diccionario geográfico-estadístico de España y Portugal de Sebastián Miñano. Población de derecho según los censos de población del INE. Población de hecho según los censos de población del INE. |

## Administración y política
Lista de alcaldes
| Periodo   | Nombre                              | Partido | Partido |
| --------- | ----------------------------------- | ------- | ------- |
| 1979-1983 | Santiago Estebaranz López           |         | UCD     |
| 1983-1987 | Juan Francisco Moreno Monedero      |         | PSOE    |
| 1987-1991 | Valentín Sanz del Olmo              |         | PDP     |
| 1991-1995 | Valentín Sanz del Olmo              |         | PP      |
| 1995-1999 | Valentín Sanz del Olmo              |         | PP      |
| 1999-2003 | Valentín Sanz del Olmo              |         | PP      |
| 2003-2007 | José Antonio de Dios Martín         |         | PSOE    |
| 2007-2011 | David Moisés Redondo Martín         |         | PP      |
| 2011-2015 | David Moisés Redondo Martín         |         | PP      |
| 2015-2019 | David Moisés Redondo Martín         |         | PP      |
| 2019-2023 | Enrique Provencio Guijarro          |         | PSOE    |
| 2023-act. | María de Lourdes Cristóbal Antoranz |         | PSOE    |

## Patrimonio

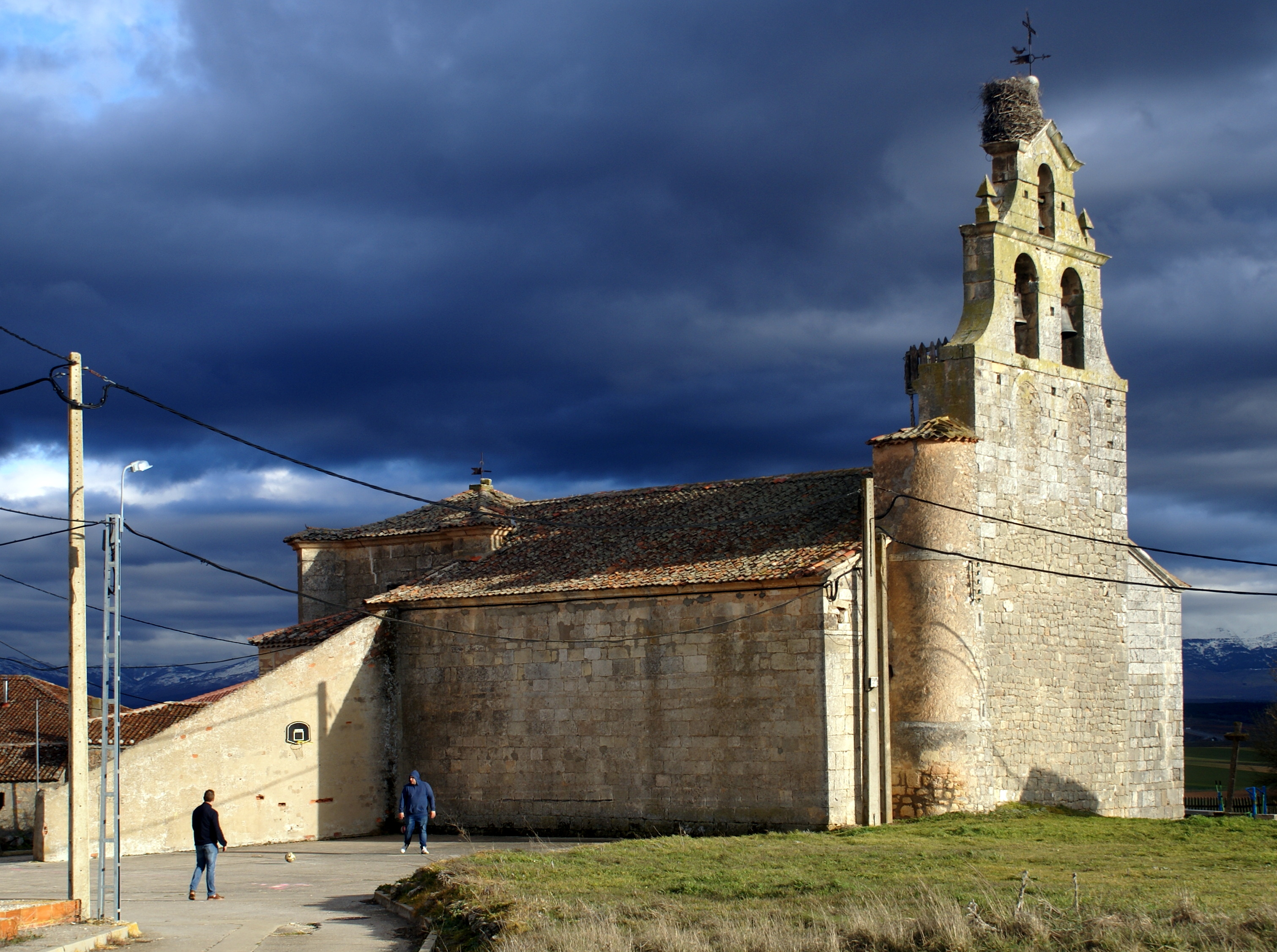
Iglesia de San Pedro Apóstol

- Iglesia gótica de San Pedro Apóstol.
- Caserío Tradicional.
- Cueva del cura Merino.
- Palomares tradicionales.
- Fuente del Val.[6]

## Cultura

### Fiestas
- San Silverio, el 20 de junio.
- San pedro, 29 de junio;
- Virgen del Rosario, el primer fin de semana de octubre, son las fiestas mayores.[7]

### Gastronomía
Es tradicional el lechazo, cordero asado al horno de leña, también son típicos los platos de puchero, como el potaje o las patatas con costillas. Ya no se realiza matanza, pero algunos vecinos aun compran la carne y realizan ellos mismos la cura y el embutido.